# هارون الواثق بالله
أمير المُؤمِنين وخَليفَةُ المُسْلِمين الإمام أبُو جَعْفَر هارون الواثِق بالله بن مُحمَّد المُعْتَصِم بالله بن هارون الرَّشيد بن مُحمَّد المِهدي بن عبد الله المَنْصُور بن مُحمَّد بن علي العبَّاسيُّ الهاشِميُّ القُرَشيُّ (200 – 26 ذي الحجة 232هـ / 816 – 13 أغسطس 847م)، المَعرُوف بلقبه الواثِق بالله أو الواثِق، هو تاسع خُلَفاء بني العَبَّاس، والخليفة الثَّامن والعشرون في ترتيب الخُلَفاء عن النبي مُحمَّد. حكم الدَّولة العبَّاسية (18 ربيع الأول 227 – 26 ذي الحجة 232هـ / 5 يناير 842 – 10 أغسطس 847م)، ودام حكمه خمس سنين وثمانية أشهر وأحد عشر يومًا حتى وفاته.

## صفته
كانوا يسمونه المأمون الصغير لأدبه وفضله، وكان المأمون يجلسه وأبوه المعتصم واقف، وكان يقول: يا أبا إسحاق لا تؤدب هارون، فإنى أرضي أدبه، ولا تعترض عليه في شيء يفعله. كما عرف عنه اهتمامه بالآداب والأنساب والموسيقى.

## خلافته
- ولي الخلافة بعد وفاة أبيه المعتصم سنة 227 هـ، وكانت خلافته خمس سنوات، قضى فيها على الثورات التي قامت في عهده، ولقَّن الخارجين على الدين والآداب العامة درسًا لا ينسى، وعزل من انحرف من الولاة، وصادر أموالهم التي استولوا عليها ظلمًا وعدوانًا , ومن هذه الثورات ثورات في الشام وفلسطين بسبب الاحتكاكات بين السكان العرب والجيوش التركية التي شكلها والده المعتصم, وتم إخماد هذه الثورات.
- وفي عهده فتحت جزيرة صقلية، فتحها الفضل بن جعفر الهمداني سنة 228هـ/ 843م.
- سار على نهج والده في الاعتماد على الأتراك، وزاد عددهم ونفوذهم في عصره، فاستخدمهم للقضاء على الفتن التي ظهرت في عهده .
- أحسن الواثق لأهل الحرمين حتى قيل إنه لم يوجد بالحرمين في أيامه سائل أو فقير وأغدق على الناس بمكة والمدينة حتى لم يبقَ سائل واحد فيهما.
- و كان بارا بآل الحسن والحسين فتعهدهم بالأموال و العطايا و الهدايا السنية.[3]
- كان مشجعا للعلماء
- كما اتبع سياسة أبيه في الانتصار للمعتزلة وامتحان الناس في مسألة خلق القرآن، ما أثار موجة عداء تجاهه من قبل أهل بغداد، الذين دبّروا له محاولة اغتيال فاشلة، انتهت بمقتل زعيمها أحمد بن نصر الخزاعي.[2]

## مواقف
- قال أحمد بن حمدون: دخل هارون بن زياد مؤدب الواثق إليه فأكرمه إلى الغاية فقيل له من هذا يا أمير المؤمنين الذي فعلت به هذا الفعل فقال هذا أول من فتق لساني بذكر الله وأدناني من رحمة الله.

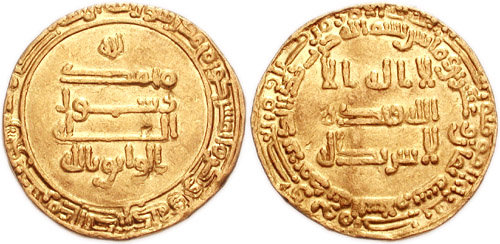
دينار ضُرب في عهد الخليفة هارُون الواثِق بالله، بين 227 و232 هـ

- دينار ضُرب في عهد الخليفة هارُون الواثِق بالله، بين 227 و232 هـقال الواثق لابن أبي دُؤاد وزيره، وقد رجع من صلاة العيد: هل حفظت من خطبتى شيئاً؟ قال: نعم قولك يا أمير المؤمنين: «ومن اتبع هواه شرد عن الحق منهاجه، والناصح من نصح نفسه، وذكر ما سلف من تفريطه، فطهر من نيته، وثاب من غفلته، فورد أجله، وقد فرغ من زاده لمعاده، فكان من الفائزين».

## وفاته
وكانت وفاته في سامراء بالحمى سنة (232هـ/ 847م) , وقيل كانت علته الاستسقاء وأدخـل فـي تنور مسجر فلقي خفة ثـم عاوده فـي اليوم الثاني أكثر مـن الأول فأخرج في محفة فمات فيها ولم يشعروا به.